# Problème de Fekete
En mathématiques, le problème de Fekete est, étant donné un entier naturel N et un réel s ≥ 0, de trouver les points x 1, ..., x N sur la 2-sphère pour lesquels la s-énergie, définie par
{\displaystyle \sum _{1\leq i<j\leq N}\|x_{i}-x_{j}\|^{-s}}
pour s > 0 et par
{\displaystyle \sum _{1\leq i<j\leq N}\log \|x_{i}-x_{j}\|^{-1}}
pour s = 0, est minimale. Pour s > 0, ces points sont appelés s-points de Fekete et, pour s = 0, points de Fekete logarithmiques (voir Saff & Kuijlaars (1997)). Plus généralement, on peut considérer le même problème sur la sphère d- dimensionnelle, ou sur une variété riemannienne (auquel cas ||xi − xj|| est remplacé par la distance riemannienne entre xi et xj ).
Le problème trouve son origine dans l'article de Michael Fekete (1923), qui a considéré que le cas unidimensionnel avec s = 0 cas, répondant à une question d'Issai Schur.
Une version algorithmique du problème de Fekete est le numéro 7 sur la liste des problèmes discutés par Smale (1998).